# Bad Vibes Forever (singolo)
Bad Vibes Forever  è un singolo del rapper statunitense XXXTentacion, pubblicato il 22 novembre 2019 come terzo estratto dall'omonimo album in studio.

## Tracce
Testi di Jahseh Onfroy, Rakim Allen e Michael White, musiche di John Cunningham.
1. Bad Vibes Forever – 2:31

## Classifiche
| Classifica (2019) | Posizione massima |
| ----------------- | ----------------- |
| Stati Uniti       | 85                |